# MacWrite
MacWrite foi um processador de texto lançado em 1984 com o primeiro sistema Apple Macintosh. Foi o primeiro programa do género disponível para o público em geral a oferecer WYSIWYG, com múltiplas fontes e estilos de caracteres. Juntamente com o MacPaint era um dos dois programas responsáveis pela adoção e popularidade da GUI em geral, e do Mac em particular.

## Histórico de versões
| Versão do MacWrite | Data de lançamento    |
| ------------------ | --------------------- |
| 1.0                | 24 de janeiro de 1984 |
| 2.2                | Maio de 1984          |
| 4.5                | Abril de 1985         |
| 4.6                | Julho de 1987         |
| 5.0                | Março de 1988         |
| II                 | Janeiro de 1989       |
| Pro 1.0            | Março de 1993         |
| Pro 1.5            | 1994                  |